# Dinosauromorpha
De Dinosauromorpha zijn een groep reptielen behorend tot de Archosauria.
De naam werd in 1984 door Benton bedacht voor de groep die de Dinosauria omvat en hun nauwere verwanten binnen Archosauria. In 1991 gaf Paul Sereno, per ongeluk zoals hij het zelf omschreef, twee verschillende definities als klade: één als nodusklade en één als stamklade. De eerste luidde: de groep bestaande uit de eerste gemeenschappelijke voorouder van Lagerpeton chanarensis, Lagosuchus talampayensis, Pseudolagosuchus major en de Dinosauria (inclusief Aves) en al zijn afstammelingen. De tweede luidde: alle Ornithodira nauwer verwant aan de Dinosauria dan aan de Pterosauria. Benton gaf in 2004 een gelijksoortige definitie.
Sereno vond een stamkladedefinitie het meest functioneel, gezien het geringe aantal basale vormen dat bekend is, maar de gemaakte definities hadden twee nadelen: ze waren niet exact en ze gingen ervan uit dat de Pterosauria nauw aan de Dinosauria verwant waren, iets wat de laatste jaren steeds onzekerder is geworden. In 2005 gaf hij dus de volgende exacte definitie: de groep bestaande uit de huismus Passer domesticus (Linnaeus 1758) en alle soorten nauwer verwant aan Passer dan aan Pterodactylus antiquus (Soemmerring 1812), Ornithosuchus woodwardi (Newton 1894) en de nijlkrokodil Crocodylus niloticus (Laurenti 1768). De ruimere definitie blijft relevant, ook als de pterosauriërs slechts verre verwanten van de dinosauriërs zijn, omdat ook de relatie ten opzichte van de Crurotarsi is gegeven en, heel voorzichtig, er niet van is uitgegaan dat de Ornithosuchia daartoe behoren.
De eerste bekende basale dinosauromorf was Marasuchus uit het Ladinien. Mogelijke andere soorten zijn Lagerpeton, Silesaurus, Eucoelophysis, Pseudolagosuchus, Technosaurus en Sacisaurus. In 2007 werd de dinosauromorf Dromomeron beschreven. De groep leeft voort in de vogels. Mochten de Pterosauria buiten de Archosauria vallen dan is Dinosauromorpha een ouder synoniem van Avemetatarsalia. Aangezien Dinosauromorpha ook vormen kan bevatten die niet zó heel nauw aan de dinosauriërs verwant zijn, is er een klade Dinosauriformes geïntroduceerd voor alleen de Dinosauria samen met hun bekende zustergroep gevormd door Marasuchus.